# Steve Nazar
Steve Nazar (Philipsburg , Pensilvania, 7 de octubre de 1958 - Riverside, California, 9 de marzo de 2025) fue un artista estadounidense, conocido principalmente por sus diseños para Town & Country Surf Designs (T&C), en la década de 1980. Su trabajo, caracterizado por personajes inspirados en el surf y la cultura isleña, marcó una era en el arte del surf y skate.

## Diseño artístico
Los personajes creados por Nazar, apodados “Da Boys”, estaban inspirados en surfistas de la época. Sus diseños aparecieron en camisetas, tablas de surf y otros productos que se vendieron en tiendas como Macy’s y Nordstrom. Estos personajes no solo representaban el espíritu del surf, sino que también capturaban la esencia de los años ochenta.
Además de su trabajo para T&C, Nazar colaboró con otras industrias relacionadas con el surf, skate y snowboard, expandiendo su influencia más allá del ámbito original. Trabajó como director artístico y programador para JVC Digital Arts en videojuegos como ‘Wood & Water Rage’, con los personajes de T&C para Nintendo y creó diseños para snowboard.
El trabajo de Steve Nazar es recordado como un símbolo del arte del surf y skate en los años ochenta.Sus diseños capturaron la esencia de una generación marcada por la cultura playera y los deportes extremos. Su influencia perdura como una referencia en el arte gráfico relacionado con estas disciplinas.